# Smog
Smog je tip zračnega onesnaženja. Ime je nastalo iz združitve dveh angleških besed, »Smoke« in »Fog« (dim in megla). Razlog za nastanek smoga je bil sprva zgorevanje velikih količin premoga v času industrijske revolucije. Nastaja tudi pri požarih, sežiganju odpadkov, zgorevanju drugih fosilnih goriv ipd. V petdesetih letih se je pojavil nov tip smoga, imenovan fotokemični smog, ki nastaja zaradi povečane koncentracije dušikovega oksida v zraku.
Danes se izraz uporablja predvsem za onesnaženost zraka, ki se pojavlja v podobnih oblikah, kot so: megla ali meglice v nižjih plasteh ozračja, običajno v pogojih, ko ni vetra in temperaturni inverziji pri nizkih višinah. Prvič se omenja v članku leta 1905, predstavljen na konferenci o javnem zdravju. Ko se je oblikoval izraz, je bil uporabljen za določen pojav vremena, kot je opisano spodaj-tradicionalni smog.

### Tradicionalni smog
Med industrijsko revolucijo v velikih mestih, kot na primer London, so uporabljali velike količine premoga kot goriva. Delci proizvedeni pri gorenju in megla so se združili v aerosoli.
Premog je bogat z žveplom, ki pri gorenju ustvarja žveplov dioksid in žveplov trioksid, ki z atmosfersko vodo tvorijo žveplene kisline H2SO3in H2SO4 (pojav k nastajanju kislega dežja).
Smog je zdravju ljudi škodljiv, ker draži oči in dihalne poti, je tudi kancerogen. Škodljiv je tudi za rastline, živali in vodni ekosistem. Poleg tega, zaradi svoje kislosti počasi korodira stavbe in spomenike. Tradicionalni smog se imenuje tudi zimski smog ali Londonski smog, ker je pogostejši v zimskem času in bolj pogost v mestih, ki imajo hladno in vlažno podnebje, kot London. Danes je to redkejši pojav, predvsem se pojavlja v blažjih oblikah. V industriji in za  ogrevanje gospodinjstev se uporablja  omejene količine premoga, v nekaterih državah, kot na primer v Italiji se ga skoraj ne več uporablja. Druga goriva, kot dizelska goriva tudi proizvajajo delce pri zgorevanju, vendar v manjših količinah. Glede na nastanek kislin je bilo narejenih veliko prizadevanj za zmanjševanje vsebnosti žvepla v gorivu nasploh.

#### Vpliv na zdravje
Epidemiološke raziskave so pokazale, da je izpostavljenost smogu  pozimi zdravju škodljivo. Svetovna zdravstvena  organizacija je ugotovila, najnižjo raven onesnaženja v povezavi s povečano smrtnostjo zaradi izpostavljenosti  smogu in ustreza  24 -urnemu povprečju koncentracije  500 µg/m³  SO2 v kombinaciji z 500 µg/m³ črnim dimom.

### Fotokemični smog
Izraz fotokemični smog je skupek procesov, ki vključujejo ozon, dušikove okside in hlapne organske spojine. Bistveno za začetek reakcije, je prisotnost sončnega sevanja.

### Smog in učinek tople grede
Smog prispeva k učinku tople grede, saj prispeva k oblikovanju tako imenovanih toplogrednih plinov, kot ogljikov dioksid in žveplov dioksid (smog of London), dušikovih oksidov in drugih (smog Los Angeles ali fotokemični smog).

### Smog in kisli dež
Kisli dež je predvsem posledica žveplovih oksidov (SOx) in v manjši meri, dušikovih oksidov (NOx). Ugotovljeno je bilo, da so ti plini običajno prisotni v smogu, iz katerega preidejo v dež neposredno ali posredno.
Če ne pridejo v stik s kapljicami vode, se lahko ti plini nalagajo na terenu z različnimi mehanizmi, ki jih ureja, odvisno od velikosti delcev, stanje zraka v stiku s sprejemno površino, kemijske strukture in fizikalne površine. V vsakem primeru, posušeni depozitirani delci SOx  žveplov oksid in NOx dušikov oksid hitro pripeljejo do nastanka kislin na tleh.